# Опатовец (гмина)
Опатовец (пол. Opatowiec) — городско-сельская гмина (волость) в Казимежском повете Свентокшиского воеводства Польши. Население — 3267 человек (на 2018 год).

## Демография
Данные за 2018 год:
| Перепись                       | Всего   | Всего | Женщины | Женщины | Мужчины | Мужчины |
| ------------------------------ | ------- | ----- | ------- | ------- | ------- | ------- |
| Единицы                        | человек | %     | человек | %       | человек | %       |
| Население                      | 3267    | 100   | 1637    | 50,1    | 1630    | 49,9    |
| Плотность населения (чел./км²) | 48      | 48    | 23,83   | 23,83   | 23,79   | 23,79   |

## Соседние гмины
1. Гмина Бейсце
2. Гмина Чарноцин
3. Гмина Грембошув
4. Гмина Казимежа-Велька
5. Гмина Кошице
6. Гмина Новы-Корчин
7. Гмина Ветшиховице
8. Гмина Вислица